# 경빈 박씨 (장조)
경빈 박씨(景嬪 朴氏, ? ~ 1761년 음력 1월) 또는 수칙 박씨(守則 朴氏)는 조선의 추존왕 장조(사도세자)의 후궁이다. 생전 신분은 세자의 후궁 신분이었다. 본래 인원왕후전의 침방 나인이었다가 1757년(영조 33년) 사도세자의 눈에 띄어 그의 후궁이 되었다. 그러나 사도세자에게 구타당해 죽었다.
영조실록, 승정원일기에는 그의 사망 기사가 나타나지 않는데, 고의로 기록하지 않았는지 후에 정조 즉위 후 사도세자 기록을 세초하는 과정에서 사라졌는지 알 수 없다. 영조실록 영조 38년 나경언의 고변 관련 영조가 사도세자를 추궁하는 부분에 잠깐 언급된다. 1761년(영조 37년) 사도세자에 의해 살해당했고, 1899년 고종 때에 사도세자가 왕으로 추봉되면서 1899년 그도 귀인(貴人)으로 추증되었다가, 1901년 다시 경빈으로 추봉되었다. 본명은 빙애(氷愛)이다.

## 생애
원래 숙종의 계비 인원왕후 김씨의 나인으로, 이름은 빙애(氷愛)였다. 출생과 가계, 본관, 초기 생애에 대해서는 알려진 것이 없다. 그녀의 본명은 혜경궁 홍씨가 지은 《한중록》에 기록되었다.
사도세자의 부인 혜경궁 홍씨가 지은 《한중록》에는, 1757년(영조 33년) 음력 11월 11일 사도세자가 빙애를 취한 것으로 기록되어 있다. 그러나 당시의 기준에서 윗사람이 부리는 나인을 건드리는 것은 곧 윗사람의 물건에 손을 댄 것으로 간주하여 일종의 금기사항으로 여겼기 때문에, 영조는 자신의 아들이 법통상 할머니가 되는 인원왕후의 나인을 건드린 것에 대해 매우 분개하였다고 한다. 빙애는 인원왕후전의 침방 나인이었고, 사도세자는 그를 화완옹주의 처소에 숨겼으나, 결국 영조가 알게 되었다. 한편 이 날의 《조선왕조실록》에는, 밤에 대신들이 입시한 상태에서 영조가 사도세자에게 양위를 발표하였다가 사도세자가 기절을 했다고 기록하고 있다.
이후 박씨는 종6품 수칙(守則)에 봉해졌고(수칙은 후궁이 아니라, 궁녀의 품계 중 하나이다), 남편 사도세자와의 사이에서 은전군 찬과 청근현주(淸瑾縣主, 훗날의 청근옹주)를 낳았다. 그의 이름인 빙애(氷愛) 혹은 빙애(彬愛)는 한중록을 통해 이름이 알려지게 되었다.
사도세자의 총애를 받던 박씨는 사도세자의 비행에 대해 자주 지적하였는데 이것이 사도세자의 분노를 사게 되었다 한다.
박씨는 사도세자의 총애를 받고 있었으나, 사도세자의 옷을 시중드는 도중에 사도세자의 의대병이 발병해 그 자리에서 맞아 죽었다. 박씨가 살해당한 기사는 어떤 이유에서였는지 조선왕조실록, 승정원일기에 등장하지 않는다. 기록되지 않은 것인지 후에 정조 즉위 후 사도세자 관련 기록을 일부 인멸, 세초하는 과정에서 사라졌는지는 알 수 없다. 다만 영조 실록 영조 38년(1762년) 5월 22일자 기사에 "네가 왕손(王孫)의 어미를 때려 죽이고, 여승(女僧)을 궁으로 들였으며(汝搏殺王孫之母 引僧尼入宮)"라며 간접 언급되었다. 한중록에 의하면 사도세자가 의대병이 심해져서 특정한 옷을 입기를 거부했는데 박씨가 옷을 입히려다가 사도세자에게 타살당했다 한다.
영조실록에는 영조가 우물에 빠질 듯 사랑하더니 왜 죽였냐고 다그치는 대목이 나온다. 이를 비롯한 사도세자의 수많은 비행은 1년 뒤인 1762년(영조 38년) 음력 5월 22일 나경언에 의해 낱낱이 영조에게 보고되었고, 결국 사도세자는 부왕 영조에 의해 죽임을 당하게 된다. 빙애가 사도세자에게 살해되었다는 것을 이유로, 노론 벽파에서는 그의 아들 은전군 찬이 사도세자의 아들임에도 아버지 사도세자에게 원한을 품을 수 있다는 점을 주목했다. 그런 이유로 은전군은 노론에 의해 택군의 대상이 되었지만, 1777년 7월과 8월 노론 벽파 측에서 매수한 자객이 체포되면서 적발당하고, 은전군 역시 역모의 수괴로 몰려 1778년 사사된다.

### 사후
묘소의 위치는 실전되었다. 영조는 사도세자의 박씨 타살 소식을 접하고 사도세자를 소환, 눈에 넣을 듯이 사랑하더니 왜 갑자기 때려 죽였느냐며 그 사람이 강직하여 너의 비행에 대해 간언하다 이로 인해 죽었을 것이라고 꾸짖었다. 사도세자는 억울하다고 울며 항변하다가 나중에는 자신에게 광증이 있어 그렇게 했다고 답하였다. 그의 본명은 혜경궁 홍씨가 한중록에 기록하면서 후대에 전해져 알려졌다.
1774년(영조 50) 7월 9일, 1774년판 선원속록(璿譜續錄)에 실리게 된다.
훗날 대한제국(大韓帝國)이 개창되고 1899년(고종 36년, 광무 3년) 9월 1일 사도세자가 왕으로 추존되어 장종(莊宗)의 묘호를 받음에 따라, 그 궁녀 신분이었던 박씨도 9월 12일 종1품 귀인(貴人)으로 진봉되었다. 그리고 2년 뒤인 1901년(고종 38년, 광무 5년) 10월 17일 정1품 빈으로 또 추증되어 경빈(景嬪)의 작호를 받았다.

## 가족 관계
경빈 박씨는 남편 장조와의 사이에서 1남 1녀를 낳았다. 아들은 은전군으로, 1777년(정조 원년) 음력 8월 11일 은전군을 왕으로 추대하려던 일당이 붙잡히자 이 해 음력 9월 24일 사사되었다. 은전군은 평양 조씨 조성(趙峸)의 딸과 혼인하였다. 딸은 청근옹주이며, 당은첨위에 책봉된 홍익돈과 혼인하였다.
- 남편: 장조 (莊祖, 사도세자, 1735년 ~ 1762년)
  - 딸: 청근옹주 (淸瑾翁主, 1758 ~ 1835) - 홍익돈과 혼인
  - 아들: 은전군 찬 (恩全君 禶, 1759년 ~ 1777년) - 조성의 딸과 혼인

## 경빈 박씨를 연기한 사람들

### 드라마
- 1989년 MBC 조선왕조오백년 한중록 - 고 최진실
- 2014년 SBS 특별 대기획 비밀의 문 : 의궤 살인사건 - 김유정, 윤소희